# Гончарик Володимир Іванович
Володи́мир Іва́нович Гонча́рик (біл. Уладзімір Іванавіч Ганчарык, нар. 29 квітня 1940 року в Августові Логойського району Мінської області) — білоруський політик, депутат білоруського та радянського парламенту, кандидат від опозиції на виборах президента Білорусі 2001 року; кандидат економічних наук.

## Дитинство і молодість
Володимир Гончарик народився в Августові, Логойського району Мінської області Білоруської РСР. Точна дата народження невідома. Батьки зареєстрували його по закінченні війни й не пам'ятали дня народження сина. Сумніваючись щодо дати 1 травня, вони подали дату 29 квітня.
Після війни Гончарик вступив до логойської школи, що за 5 км від його дому. За успіхи в навчанні його нагородили срібною медаллю (в атестаті були усі п'ятірки та одна четвірка). Цю четвірку він отримав за роботу на комуністичну тему, в якій слово «комуністичний» він написав з великої букви. Після закінчення школи вступив до Білоруського інституту народного господарства. На останньому році навчання одружився зі своєю теперішньою дружиною Лілією. Інститут закінчив з відзнакою.